# Thaumalea similis
Thaumalea similis är en tvåvingeart som beskrevs av Wagner 1988. Thaumalea similis ingår i släktet Thaumalea och familjen mätarmyggor.
Artens utbredningsområde är Rumänien. Inga underarter finns listade i Catalogue of Life.